# Jacques Barcat
Jacques Barcat, né à Paris 17e le 4 juillet 1877 et mort au Mans le 1er décembre 1955,, est un peintre français connu pour ses peintures naturalistes et ses portraits (de famille).
Il fut l'élève de Jean-Léon Gérôme et de Gabriel Ferrier. Membre de la Société des artistes français, il a participé aux Salons des artistes français de 1905 à 1936. Barcat a surtout travaillé à Paris et au Mans.

## Jeunesse et éducation
Barcat est né en 1877 à Paris, fils d'Emile Barcat, sa mère étant d'origine allemande,. Il grandit dans une famille modeste. Son père, boulanger, meurt à l'âge de 47 ans, laissant une femme et quatre enfants derrière lui. Barcat a alors 13 ans. En 1895, il rend hommage à son père décédé en réalisant un portrait dessiné.

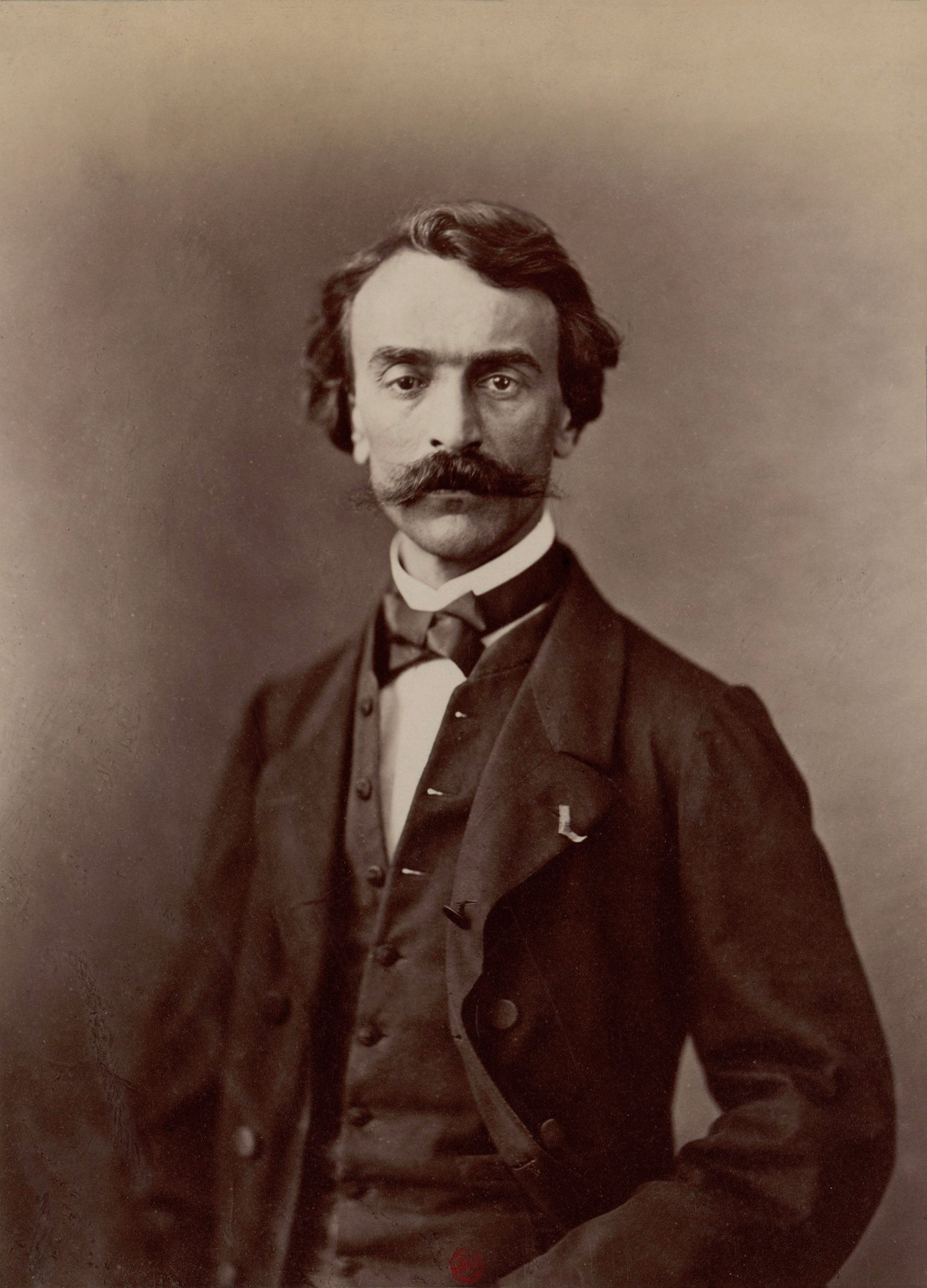
Jean-Léon Gérôme, professeur de Barcat.

Durant son enfance, il apparaît que Barcat possède un grand talent pour le dessin. Il reçoit une bourse et peut développer son talent pour le dessin et la peinture à Paris, dans sa ville natale. Il fréquente L’École nationale supérieure des beaux-arts (ENSBA), où Jacques Barcat étudie sous la direction de Jean-Léon Gérôme, dont l'enseignement académique perfectionniste constitue une excellente formation artistique. Barcat reçoit également l'enseignement de peintres tels que Gustave Courtois, Gabriel Ferrier, Ernest Hébert et Raphäel Collin. Barcat passe beaucoup de temps dans le cabinet de Gabriel Ferrier à l’ENSBA,.
Cependant, Barcat a dû suspendre ses études à l'académie en raison de son service militaire. Dans l'armée, il avait le grade de caporal et travaillait comme secrétaire. Après son service militaire, il a terminé ses études artistiques académiques.

## Style et technique
Barcat est un peintre entièrement naturaliste, : "Peindre ou dessiner ce que l'on voit" est sa devise. Il s'efforçait de représenter la nature telle qu'elle est réellement, avec une grande précision et une grande attention aux détails.
Il a dominé de nombreuses techniques telles que le dessin au crayon, le dessin au fusain, la gouache, mais la plupart de ses œuvres sont des peintures à l'huile sur toile. Ses grands exemples en peinture sont Rembrandt van Rijn, Théodore Géricault et Diego Velázquez.

## Œuvre
Barcat est surtout connu pour ses portraits de famille et ses scènes familiales subtiles et intimes.

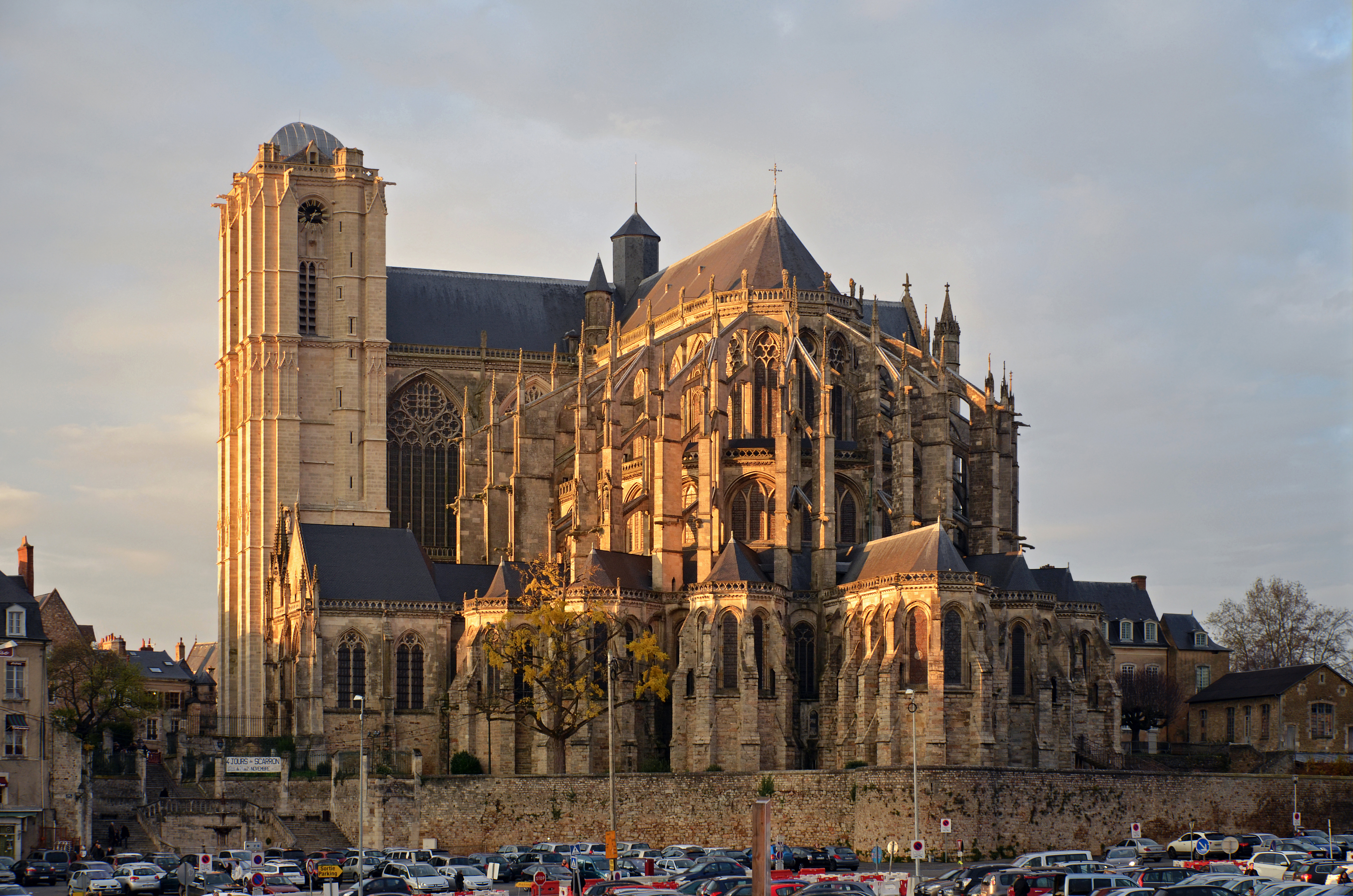
Cathédrale Saint-Julien du Mans, régulièrement peinte par Barcat.

Son œuvre est variée et comprend des portraits, des paysages et des natures mortes. Il peint, entre autres, les rues de la Cité Plantagenêt, cathédrale Saint-Julien du Mans, église Notre-Dame de la Couture et de nombreux paysages de la Sarthe.
Barcat peint de nombreux autoportraits et portraits de membres de sa famille, tels que ses enfants, sa femme et son beau-père Etienne Stanislas Virette (ancien maire de la commune de La Ferté-Bernard en 1882-1888).
À partir de 1903, Barcat acquiert de plus en plus de clients qui lui commandent des tableaux (portraits). C'est ainsi qu'il réalise des portraits de militaires et de religieux comme la mère Yvonne-Aimée de Jésus.

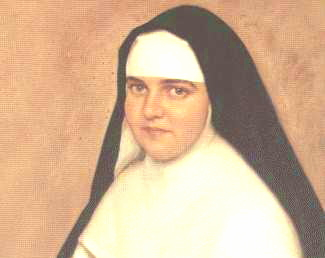
Mère Yvonne-Aimée de Jésus.

Son tableau Musée de Cluny, chambre de François Ier (1909)", une grande huile sur toile, a remporté le premier prix du Conseil général de la Seine en 1910. Le tableau représente une chambre légèrement sombre où  François Ier séjournait lorsqu'il rendait visite à ses hôtes à l'hôtel médiéval de Cluny à Paris.

## Expositions
Au Salon d'Automne (Salon des Artistes Français) de 1905, Barcat expose son premier tableau, Le portrait du chimiste L’Hôte. Il exposera ses œuvres au Salon tous les ans jusqu'en 1936.
En 1911, son œuvre La petite fille au piano " (1910) reçoit une mention honorable lors de son exposition au Salon.
Au Salon de 1913, Barcat expose l'œuvre La brodeuse où Alice cousant  (1913). Il s'agit d'une scène d'intérieur représentant sa femme Alice en train de coudre. Les deux tableaux accrochés au mur à l'arrière-plan du tableau sont également de Barcat,.
Ses œuvres sont également exposées au Salon des Indépendants, au Salon des Tuileries, au Salon d'Automne, au Salon des Artistes Rouennais et au musée des Beaux-Arts de Rouen,,,.
En 2005, une exposition a été consacrée aux oeuvres de Jacques Barcat au musée de Tessé au Mans, lui permettant ainsi de renouer avec sa ville d'adoption.

## Sélection d'œuvres
- Portrait d’Émile Barcat (1895) - dessin
- Autoportrait en uniforme militaire (1898) - peinture à l'huile
- Le portrait de la Nouvelle Orléans dans son cadre(1903) - peinture à l'huile (114 x 88 cm)
- Portrait du chimiste L’Hôte (1905) - première œuvre exposée
- Portrait d’Alice(1906) - peinture au pastel (27 x 31 cm)
- Portraits de Monsieur et Madame Virette (1907) - peinture à l'huile (46 x 55 cm)
- Intérieur de cuisine (1909) - peinture à l'huile - exposée au Salon des Artistes Français en 1909
- Le réveil de Jeannette (1909) - exposée au Salon des Artistes Français en 1910
- Musée de Cluny, chambre de François 1er  (1909) - peinture à l'huile (90 x 73 cm) - Premier prix du Conseil général de la Seine en 1910
- L’hôtel d’Argouges- Musée de Tessé au Mans
- Le bain de Jeannette (1909) - peinture à l'huile (100 x 70 cm), exposée au Salon des Artistes Français en 1910[20].
- La petite fille au piano (1910) - peinture à l'huile (117 x 90 cm), exposée au Salon de 1911
- La lettre (1912) - plus grande peinture à l'huile de Barcat (196 x 150 cm), exposée au Salon de 1912
- La brodeuse ou Alice cousant (1913)
- Attente (1913) - peinture à l'huile (100 x 80 cm)
- Jeune mère (1913) - peinture à l'huile (115 x 89 cm)
- L’escalier (1913) - exposé au Salon des indépendants en 1914
- Portrait de Monseigneur Mélisson - collection Mazérat
- Nature morte (1929) - Musée de Tessé au Mans

## Musées et collections publiques
- Maison de la Reine Bérengère et maisons voisines
- Musée de Tessé, Le Mans
- Musée National du Moyen Âge - thermes et Hôtel de Cluny
- Collection Maître Mazérat

## Vie privée
Après son mariage avec Alice Peltier en 1905, il continue à vivre en région parisienne.
Deux ans après la Première Guerre mondiale, il déménage avec sa famille rue Albert Maignan au Mans, où vivent les parents d'Alice. Sa femme, ainsi que ses enfants, jouent à plusieurs reprises des rôles principaux dans ses tableaux. Il reste au Mans jusqu'à sa mort en 1955.
La famille compte six enfants : Jacques (1907-1909), Pierre, Jacqueline (1913), Jean (1914), Madeleine (1921) et Anne-Marie (1931-2023). Le premier fils, Jacques, meurt en 1909 à l'âge de 18 mois des suites d'une maladie infantile. En 1913, sa fille Jacqueline est née. Trois ans plus tard, la famille s'agrandit avec un deuxième fils, Jean. Une deuxième fille, Madeleine, suit en 1921. Une troisième fille, Anne-Marie, est née en 1931 et a été la dernière à s'ajouter à la famille.

## Anecdote
Barcat a eu sa propre rue au Mans : la rue Jacques Barcat.